# Sept (revue)
Pour les articles homonymes, voir Sept (homonymie).
Sept est une revue hebdomadaire catholique qui paraît de mars 1934 à août 1937. Fondé à l'instigation du Pape Pie XI par Marie-Vincent Bernadot père dominicain français de la province de Toulouse après le 6 février 1934. Marie-Vincent Bernadot avait également fondé La Vie spirituelle en 1919  La Vie intellectuelle en 1928 et les Éditions du Cerf en 1929.

## Profil politique, littéraire et philosophique
Il aborde les grands problèmes d'actualité et a l'ambition d'intéresser un public plus vaste que l'élite intellectuelle chrétienne visée par La Vie intellectuelle, cette publication ayant d'ailleurs le, même fondateur  (en 1928) désireux de défendre alors également « la ligne pontificale », après la condamnation de l'Action française en 1926.
Dans la ligne des condamnations du nazisme et du communisme par le pape, il adopte une ligne centriste, mais sera accusé par la droite catholique de philocommunisme. L'hebdomadaire publie notamment une interview de Léon Blum alors Président du Conseil du gouvernement de Front populaire.
Après sa suppression par Rome, inquiète du fait que, dirigé par des religieux, l'hebdomadaire puisse apparaître comme le reflet de la position politique de l'Église, Temps présent le remplace et en quelque mesure lui succède, mais cet hebdomadaire n'est plus dirigé que par des laïcs.
Dans le mensuel québécois L'Action nationale de novembre 1937, André Laurendeau résume ce qu'était pour lui Sept en citant les noms de collaborateurs comme Georges Bernanos, François Mauriac, Paul Claudel, Gabriel Marcel, Jacques Maritain, Étienne Gilson, Daniel-Rops, Pierre-Henri Simon, Joseph Malègue, Joseph Folliet, sans oublier les RR. PP. Antonin-Gilbert Sertillanges, Marie-Vincent Bernadot et Marie-Dominique Chenu, ajoutant que le refus par l’hebdomadaire d'un « Dieu-Droite était fortement motivé », mais précisant aussi qu'il voyait mal les personnes citées collaborer à un journal de gauche, notamment Bernanos, Gilson, Marcel, Sertillanges, Malègue.